# Jonas Frögren
Jonas Frögren (ur. 28 sierpnia 1980 w Falun) – szwedzki hokeista, reprezentant Szwecji.

## Kariera
- Dalarna (1995-1996)
- Färjestad J20 (1996-2001)
- BIK Karlskoga (1999-2000)
- Färjestads BK (1999-2008)
- Toronto Maple Leafs (2008-2009)
- Toronto Marlies (2009-2010)
- Färjestad (2010-2012)
- Dynama Mińsk (2012)
- Atłant Mytiszczi (2012-2013)
- Skellefteå AIK (2013-2014)
- Leksands IF (2014-2016)
- Ludvika HF (2017)

Wychowanek klubu Ludvika HC. Od października 2012 przetransferowany z Dynama Mińsk do Atłanta Mytiszczi (w drodze wymiany za Fina Janne Niskala). Zawodnikiem klubu był do połowy 2013. Od lipca 2013 zawodnik Skellefteå AIK. W maju 2014 przeszedł do Leksands IF, gdzie rozegrał dwa ostatnie sezony, po czym w marcu 2016 ogłosił zakończenie kariery. W styczniu 2017 rozegrał ostatni mecz w karierze w barwach macierzystego zespołu Ludvika HF.
Uczestniczył w turnieju mistrzostw świata w 2008. Ponadto występuje m.in. w turniejach Euro Hockey Tour.

## Sukcesy
Reprezentacyjne
- Srebrny medal mistrzostw Europy juniorów do lat 18: 1998

Klubowe
- Złoty medal mistrzostw Szwecji: 2002, 2006, 2011 z Färjestad, 2014 ze Skellefteå
- Srebrny medal mistrzostw Szwecji: 2001, 2003, 2004, 2005 z Färjestad, 2015 ze Skellefteå
- Puchar European Trophy: 2006 z Färjestad
- Finał European Trophy: 2012 z Färjestad